# WISPA World Grand Prix Finals 2000/01
Die WISPA Al-Ahram World Grand Prix Finals 2000/01 fanden vom 13. bis 19. April 2001 in Hurghada, Ägypten, statt. Die World Grand Prix Finals waren Teil der WSA World Tour 2000/01 und mit 41.000 US-Dollar dotiert.
Das Finale zwischen Sarah Fitz-Gerald und Leilani Joyce entschied Fitz-Gerald mit 9:6, 9:5 und 9:1 für sich.

## Ergebnisse

### Gruppe A

#### Tabelle
| Pos. | Spielerin        | Spiele | Sätze | Punkte |
| ---- | ---------------- | ------ | ----- | ------ |
| 1    | Leilani Joyce    | 3:0    | 9:1   | 89:40  |
| 2    | Linda Charman    | 2:1    | 7:6   | 95:88  |
| 3    | Tania Bailey     | 1:2    | 4:8   | 72:96  |
| 4    | Vanessa Atkinson | 0:3    | 4:9   | 71:103 |

#### Ergebnisse
| Spielerin     | Spielerin        | Ergebnis                 |
| ------------- | ---------------- | ------------------------ |
| Leilani Joyce | Tania Bailey     | 9:0, 9:3, 9:5            |
| Linda Charman | Vanessa Atkinson | 6:9, 3:9, 9:3, 9:3, 9:5  |
| Leilani Joyce | Linda Charman    | 8:10, 9:3, 9:7, 9:3      |
| Tania Bailey  | Vanessa Atkinson | 4:9, 9:7, 9:0, 9:10, 9:7 |
| Leilani Joyce | Vanessa Atkinson | 9:5, 9:1, 9:3            |
| Linda Charman | Tania Bailey     | 10:8, 9:2, 8:10, 9:4     |

### Gruppe B

#### Tabelle
| Pos. | Spielerin         | Spiele | Sätze | Punkte |
| ---- | ----------------- | ------ | ----- | ------ |
| 1    | Sarah Fitz-Gerald | 3:0    | 9:0   | 81:28  |
| 2    | Carol Owens       | 2:1    | 6:3   | 58:53  |
| 3    | Suzanne Horner    | 1:2    | 3:7   | 54:74  |
| 4    | Rachael Grinham   | 0:3    | 1:9   | 48:86  |

#### Ergebnisse
| Spielerin         | Spielerin       | Ergebnis           |
| ----------------- | --------------- | ------------------ |
| Carol Owens       | Suzanne Horner  | 9:2, 9:6, 9:2      |
| Sarah Fitz-Gerald | Rachael Grinham | 9:3, 9:7, 9:2      |
| Carol Owens       | Rachael Grinham | 9:5, 9:5, 9:6      |
| Sarah Fitz-Gerald | Suzanne Horner  | 9:4, 9:5, 9:3      |
| Sarah Fitz-Gerald | Carol Owens     | 9:3, 9:0, 9:1      |
| Suzanne Horner    | Rachael Grinham | 9:3, 9:3, 5:9, 9:5 |

### Halbfinale
| Spielerin         | Spielerin     | Ergebnis             |
| ----------------- | ------------- | -------------------- |
| Leilani Joyce     | Carol Owens   | 8:10, 10:9, 9:5, 9:2 |
| Sarah Fitz-Gerald | Linda Charman | 9:3, 9:2, 9:0        |

### Finale
| Spielerin         | Spielerin     | Ergebnis      |
| ----------------- | ------------- | ------------- |
| Sarah Fitz-Gerald | Leilani Joyce | 9:6, 9:5, 9:1 |